# Isothrix bistriata
Isothrix bistriata és una espècie de mamífer rosegador de la família de les rates espinoses. Viu a Bolívia, el Brasil, Colòmbia i el Perú. Es tracta d'un animal arborícola. El seu hàbitat natural són els boscos inundats estacionalment (igapó i várzea). És una espècie en risc mínim, és a dir, no sembla que hi hagi cap amenaça significativa per a la seva supervivència.